# Stråksextett
En stråksextett är ett verk för sex stråkinstrument, vanligtvis två violiner, två violor och två celli.